# Rudauli
Rudauli là một thành phố và là nơi đặt ban đô thị (municipal board) của quận Faizabad thuộc bang Uttar Pradesh, Ấn Độ.

## Địa lý
Rudauli có vị trí 26°45′B 81°45′Đ / 26,75°B 81,75°Đ Nó có độ cao trung bình là 105 mét (344 feet).

## Nhân khẩu
Theo điều tra dân số năm 2001 của Ấn Độ, Rudauli có dân số 36.804 người. Phái nam chiếm 52% tổng số dân và phái nữ chiếm 48%. Rudauli có tỷ lệ 47% biết đọc biết viết, thấp hơn tỷ lệ trung bình toàn quốc là 59,5%: tỷ lệ cho phái nam là 53%, và tỷ lệ cho phái nữ là 40%. Tại Rudauli, 17% dân số nhỏ hơn 6 tuổi.